# 牛角

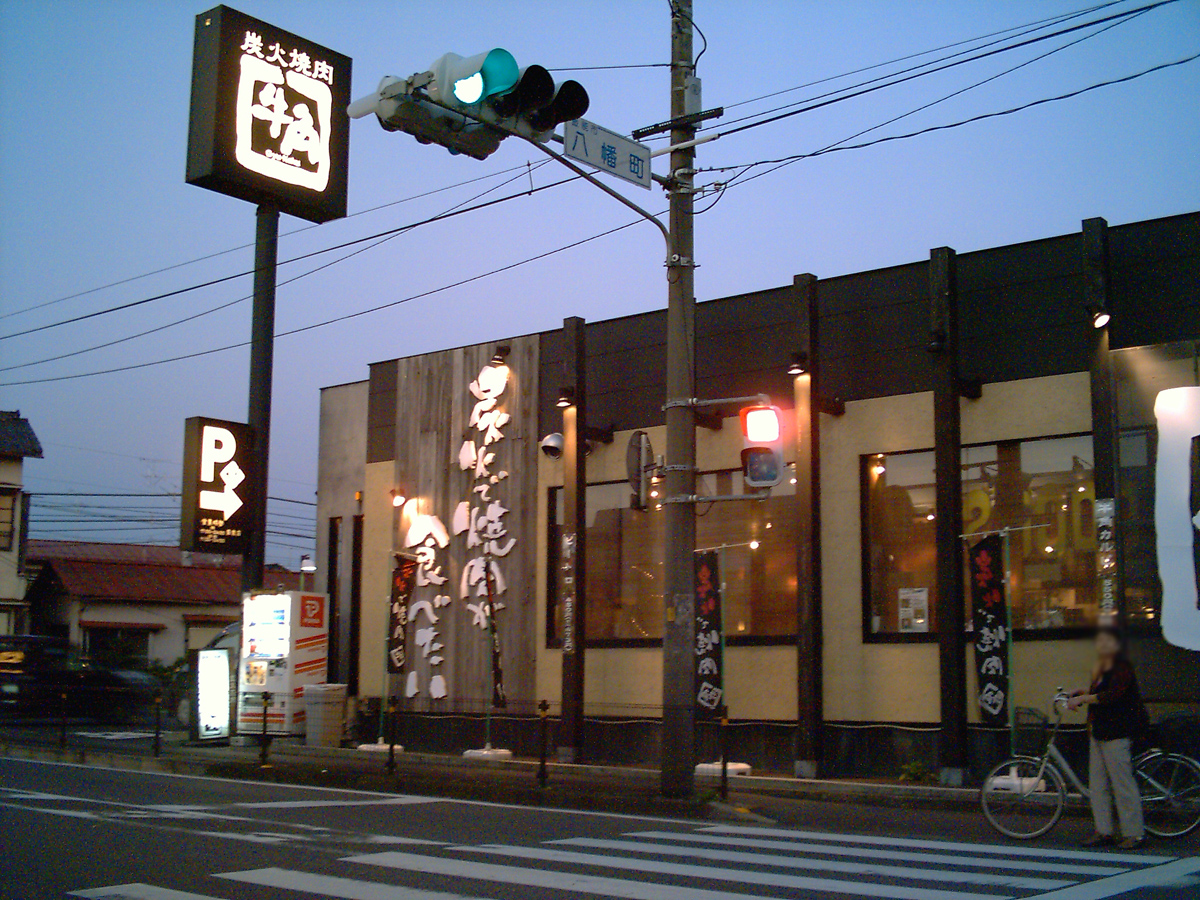
位於饭能市的一家牛角

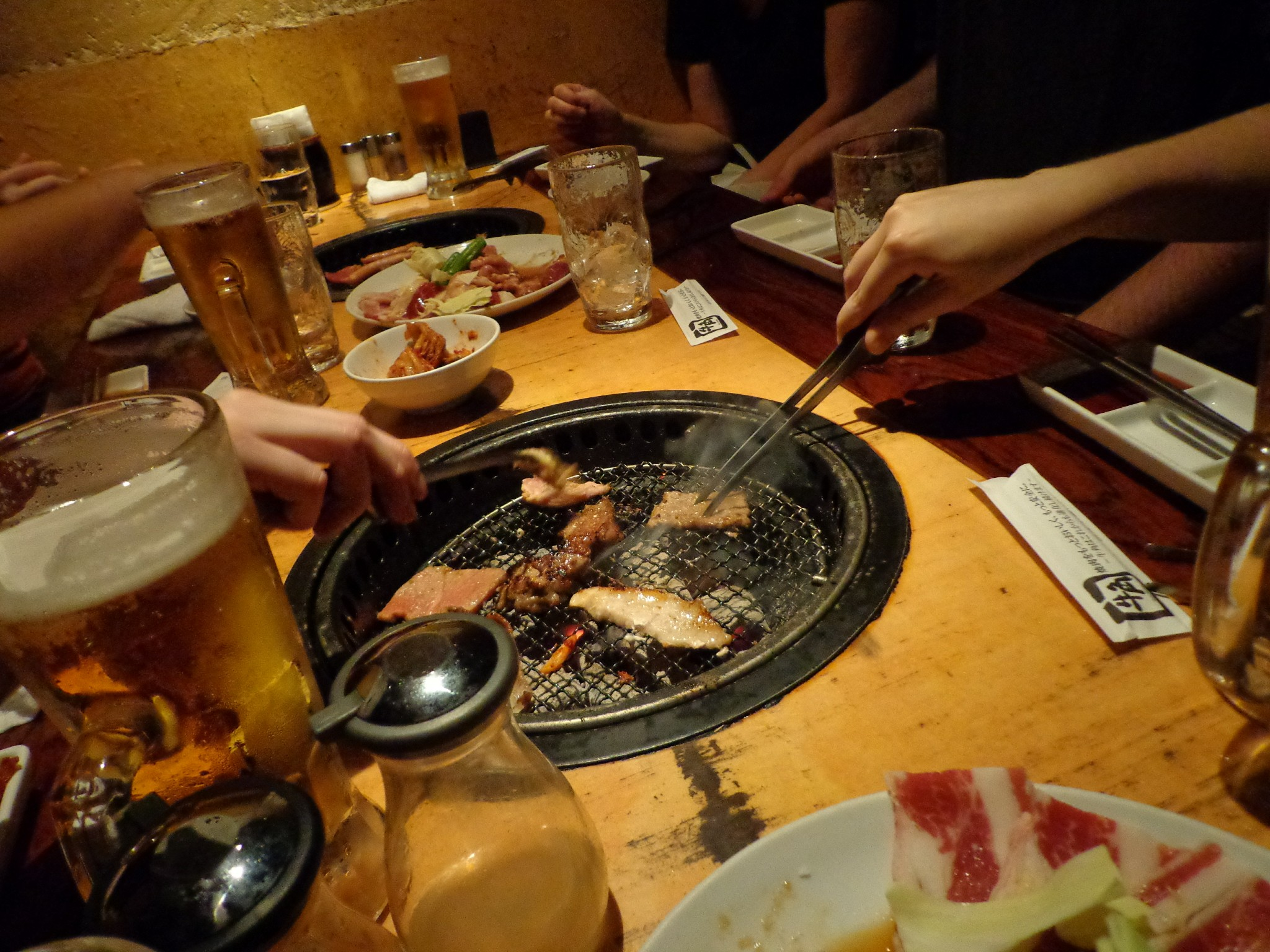

牛角是一家日式燒肉连锁店，专门经营日本烤肉。其母公司為REINS international inc.（株式会社レインズインターナショナル）。此外該公司還經營涮涮鍋連鎖店しゃぶしゃぶ温野菜（成立於2000年3月）以及居酒屋 「甘太郎」和「北海道」。

## 历史
1987年6月27日，當年21歲的西山知義成立国土信販株式会社，开始从事房地产租赁和管理业务。1996年1月，該公司进入餐饮业，並開設「焼肉市場 七輪」。开业时，该餐厅位于东京世田谷区三軒茶屋1-5-17 B1F。1997年开设了第一家加盟店，並且名稱變更為炭火焼肉酒家 牛角。1998年更名為REINS international inc.（株式会社レインズインターナショナル）。
2012年，REINS international出售給COLOWIDE，於10月1日成為旗下子公司。同年西山知義離開REINS international創立DINING INNOVATION Ltd（株式会社ダイニングイノベーション，旗下擁有燒肉Like、涮涮鍋LE-TA-SU等品牌）。
第一家海外餐厅于2001年在美国开业，第二家于2002年在台湾开业，香港首間分店于2010年在九龍灣德福廣場開業。截至2020年3月，牛角共有812家餐厅。

## 目前的发展
牛角在日本有六百多家分店，在美国（纽约、加利福尼亚州、新奥尔良、匹兹堡、芝加哥、休斯敦、達拉斯、夏威夷州、費城、波士顿、迈阿密、奥兰多、亚特兰大和辛辛那提）、加拿大、香港（由叙福樓集團特許經營）、台灣、柬埔寨、泰国、印度尼西亚、马来西亚、新加坡、越南、菲律宾、中国大陆（北京市、天津市、河北省沧州市、上海市、四川省成都市、辽宁省沈阳市、广东省深圳市、東莞市及珠海市、湖南省长沙市、云南省昆明市、山东省济南市、吉林省吉林市、河南省郑州市和甘肃省兰州市）也开设了分店。上海首店於2019年5月14日在靜安區晶品中心五樓開設。